# Blue State (film)
Pour les articles homonymes, voir Blue State.

Blue State est un film américano-canadien réalisé par Marshall Lewy, sorti en 2007.

## Fiche technique
- Titre : Blue State
- Réalisation : Marshall Lewy
- Scénario : Marshall Lewy
- Production : Richard Bennett, Sriram Das, Kyle Irving, Jamin Kerner, Kyle Mann, Andrew Paquin, Anna Paquin, Celine Rattray, Kevin Richardson, Nathaniel Salter et Vince Vannelli
- Budget : 950 000 dollars américains (697 000 euros)
- Musique : Nathan Johnson
- Photographie : Phil Parmet
- Montage : Adam B. Stein
- Décors : Ricardo Alms et Deanne Rohde
- Costumes : Patricia J. Henderson
- Pays de production : États-Unis, Canada
- Format : Couleurs - 1,85:1 - Dolby Digital - 16 mm
- Genre : Comédie dramatique
- Durée : 88 minutes
- Dates de sortie : 27 avril 2007 Festival du film de TriBeCa), 12 février 2008 (sortie vidéo États-Unis), 19 février 2008 (Canada)

## Distribution
- Breckin Meyer : John Logue
- Anna Paquin : Chloe Hamon
- Joyce Krenz : Mme Logue
- Richard Blackburn : Mr Logue
- Adriana O'Neil : Gloria O'Neill
- Seun Olagunju : Randall
- Bryan Clark : l'américain obsédé
- Nick Ouellette : Hal
- Tim Henry : Charlie
- James Juce : Larry
- Elicia Cronin : Sandy
- Judy Cook : Bride
- Scott Pangman : un canadien
- Kristjan Harris : l'artiste
- Leigh Enns : Rebecca

## Autour du film
- Le tournage s'est déroulé à San Francisco et Winnipeg du 9 avril au 6 mai 2006.
- Le film fut produit par Andrew Paquin, le frère aîné d'Anna Paquin, qui tient ici l'un des rôles principaux. Originaires de Winnipeg où fut en partie tourné le film, il s'agit de leur première collaboration.